# Uksunjoki
L'Uksunjoki (in russo Уксунйоки?, nel corso superiore Kuikkajoki; antico nome finlandese: Uuksunjoki) è un fiume della Russia tributario del  lago Ladoga. Scorre nei rajon Suojarvskij e Pitkjarntskij della Carelia.
Il fiume nasce dal lago Kuikkajarvi ad un'altitudine di 177,2 m, a 30 km a nord-nord-ovest di Rajkonkoski, in questo tratto il fiume si chiama Kuikkajoki, scorre attraverso una cascata di laghi e poi cambia il suo nome in Uksunjoki. Il suo corso si dirige a sud e sud-est. Attraversa ancora una serie di laghi, poi svolta a sud-ovest fino a sfociare nella baia Uksunlachti del lago Ladoga, presso il villaggio di Uuksu (alcuni chilometri a sud di Pitkjaranta). Ha una lunghezza di 121 km e il suo bacino è di 1 080 km². La larghezza del fiume va dai 10 ai 50 metri. Sul fiume ci sono molte rapide ed è popolare per il turismo acquatico.